# マガジン9
マガジン9は、日本国憲法第9条にちなんで2005年に発足したウェブマガジン。略称マガ9。

## 沿革・概要
- 2005年3月1日、自由民主党を中心とした憲法改正の動きが強まる中、憲法9条や護憲の啓蒙運動を主旨とするウェブマガジン「マガジン9条」発足。発起人は石坂啓（漫画家）、上原公子（前国立市長）、小山内美江子（脚本家）、姜尚中（東京大学教授）、きむらゆういち（絵本作家）、小室等（ミュージシャン）、斎藤駿（カタログハウス相談役）、佐高信（評論家）、椎名誠（作家）、毛利子来（小児科医）、森永卓郎（経済アナリスト）、吉岡忍（ノンフィクション作家）、渡辺一枝（作家）。
- 2006年、インターネット上で「マガ9国民投票」を展開。
- のち、9条の平和主義・戦争の放棄・安全保障の問題だけでなく、日本国憲法第25条（生存権）にかかわる貧困問題や労働問題、また日本国憲法第99条の立憲主義についてなど、対象分野を広げていった。
- 2009年7月の第45回衆議院議員総選挙において、全民主党候補者に対して「憲法9条をどう考えるか?」というアンケートを実施した。
- 2010年5月12日に「憲法と社会問題を考えるウェブマガジン」として、「マガジン9」に改称。
- 現在、「マガジン9」の9は、憲法9条を指すのみならず、憲法99条の立憲主義や刑法第9条（刑の種類、死刑存廃問題）のことでもあるとされる。またマガジン9が重視する平和・自由・平等とこれらを保障する政治、環境・サステイナビリティ、反戦、そして日本国憲法全体、以上の九つの要素のことでもある[1]。最近では原子力発電をめぐる問題もとりあげている。
- 2013年4月、運営母体を一般社団法人化。

## 運営
毎週水曜日に更新する。すべてのコンテンツを無料で提供している。特定の企業や行政からの支援を受けず、サイト運営費・コンテンツ制作費・執筆者への原稿料・取材費・スタッフ人件費などの活動費は、支援する団体・個人からの寄付（カンパ）によってまかなっている。

## 著作
出版社との共同企画により人気コラムが書籍化され、これまでに10冊が出版されている。
- マガジン9条編集部編『みんなの9条』集英社 2006 (集英社新書) ISBN 4087203697
- マガジン9条編『使える9条 : 12人が語る憲法の活かしかた』 岩波書店 2008 (岩波ブックレット ; no.721) ISBN 9784000094214
- 伊勢崎賢治、マガジン9条編『伊勢崎賢治の平和構築ゼミ』 大月書店 2009 ISBN 9784272211012